# This is the day (John Rutter)
This is the day is een Engelstalige hymne van John Rutter uit 2011 geschreven in opdracht van deken van Westminster John Hall voor het huwelijk van prins William en Catherine Middleton.

## Tekst en muziek
De tekst is afkomstig uit de psalmen 27, 91, 118, 121 en 148 en staat voor vreugde en zegening. De hymne werd geschreven voor vierstemmig koor (sopraan, alt, tenor, bas) en orgel of orkest (fluit, hobo, klarinet, fagot, hoorn, percussie, harp, strijkinstrumenten).

## Huwelijk van prins William en Catherine Middleton
De hymne werd geschreven in opdracht van deken van Westminster John Hall voor het huwelijk van prins William en Catherine Middleton en daar voor het eerst uitgevoerd op 29 april 2011 door het Choir of Westminster Abbey en Chapel Royal Choir.

## Opnames
De hymne werd opgenomen door onder meer The Cambridge Singers (op This Is The Day - Music On Royal Occasions).